# ヨード酢酸エチル
ヨード酢酸エチル（ヨードさくさんエチル）とは、示性式 ICH2COOC2H5で表される有機ヨウ素化合物である。

## 性質
アルコール中でクロロ酢酸エチルとヨウ化カリウムを加熱し、水を加えて油分を分離・蒸留して得られる。分子中のヨウ素は脱離し易く、空気中に放置されたり、光が当たる事によって分解し、ヨウ素を分離して褐色になる。水及びアルカリ溶液で分解してグリコール酸エステルやグリコール酸塩を与えるが、鉄とは反応しない。
{\displaystyle {\ce {ICH2COOC2H5 + 2NaOH -> NaI + HOCH2COONa + C2H5OH}}}
催涙作用を有し、その最低催涙濃度は4 (mg/m3)である。